# Peucetia pulchra
Peucetia pulchra es una especie de araña lince del género Peucetia, de la familia Oxyopidae, orden Araneae. Fue descrita por Blackwall en 1865.
Se distribuye por África Central, Oriental y Austral y en Seychelles. Fue publicada en Descriptions of recently discovered species and characters of a new genus, of Araneida from the East of Central Africa. Annals and Magazine of Natural History (3) 16(95): 336-, 352.